# 2008 w paleontologii

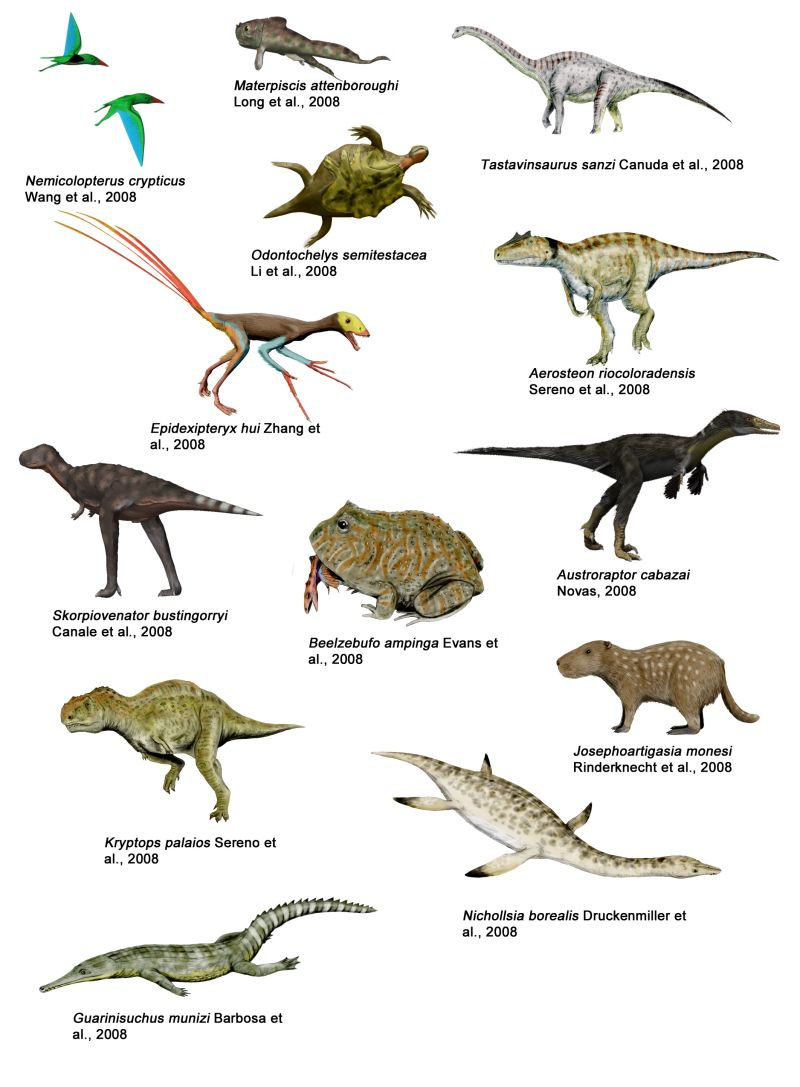
Niektóre gatunki zwierząt opisane w 2008

Paleontologia (od gr. palaios – stary + on – byt + logos – nauka) – nauka o organizmach kopalnych, wyprowadzająca na podstawie skamieniałości i śladów działalności życiowej organizmów wnioski ogólne o życiu w przeszłości geologicznej. Ściśle związana z naukami biologicznymi i geologią, posługuje się często fizyką i chemią.
W 2008 opisano 28 rodzajów dinozaurów oraz odkryto kilka innych, m.in. dwa późnotriasowe teropody w cegielni w Lisowicach. Były to pierwsze dinozaury, których kości odnaleziono w Polsce. Dokonano wówczas również odkrycia największego znanego dicynodonta. W Chinach znaleziono szkielet najmniejszego znanego nieptasiego dinozaura, opisanego w styczniu 2009 jako Anchiornis.

## Dinozaury
Rodzaje dinozaurów opisane w 2008
| Nazwa             | Status          | Autorzy                                                | Autorzy | Uwagi | Grafiki |
| ----------------- | --------------- | ------------------------------------------------------ | ------- | --- | ------- |
| „Aerosteon”       | Nomen nudum     | Sereno, Martínez, Wilson, Varicchio, Alcober & Larsson |         | Jego opis ukazał się w październiku 2008 w internetowym czasopiśmie „PLoS ONE”, jednak w druku dopiero w maju 2009 – do tego czasu Aerosteon pozostawał nomen nudum |         |
| Albertonykus      | Ważny           | Longrich & Currie                                      |         | |         |
| Austroraptor      | Ważny           | Novas, Pol, Canale, Porfiri & Calvo                    |         | |         |
| Ceratonykus       | Ważny           | Alifanov, Barsbold                                     |         | |         |
| Dakotadon         | Ważny           | Paul                                                   |         | |         |
| Daxiatitan        | Ważny           | You, Li, Zhou & Ji                                     |         | |         |
| Diceratus         | Młodszy synonim | Mateus                                                 |         | W 2009 Ukrainsky opublikował pracę, w której wykazał, że Diceratus to młodszy synonim Nedoceratops Ukrainsky, 2007                                                  |         |
| Dollodon          | Ważny           | Paul                                                   |         | |         |
| Dongyangosaurus   | Ważny           | Lü, Azuma, Chen R., Zheng & Jin X.                     |         | |         |
| Duriavenator      | Ważny           | Benson                                                 |         | |         |
| Eocarcharia       | Ważny           | Sereno & Brusatte                                      |         | |         |
| Eomamenchisaurus  | Ważny           | Lü, Li T. G., Zhong, Ji Q. & Li S. X.                  |         | |         |
| Epidexipteryx     | Ważny           | Zhang F., Zhou Z., Xu X., Wang X. L. & C. Sullivan,    |         | |         |
| Gobiceratops      | Ważny           | Alifanow                                               |         | |         |
| Kryptops          | Ważny           | Sereno & Brusatte                                      |         | |         |
| Loricatosaurus    | Ważny           | Maidment, Norman, Barrett & Upchurch                   |         | |         |
| Malarguesaurus    | Ważny           | González-Riga, Previtera & Pirrone                     |         | |         |
| Microceratus      | Nomen dubium    | Mateus                                                 |         | |         |
| Orkoraptor        | Ważny           | Novas, Ezcurra & Lecuona                               |         | |         |
| Peloroplites      | Ważny           | Carpenter, Bartlett, Bird & Barrick,                   |         | |         |
| Pitekunsaurus     | Ważny           | Filippi & Garrido                                      |         | |         |
| Qingxiusaurus     | Ważny           | Mo, Huang C., Zhao Z., Wang W. & Xu X.                 |         | |         |
| Sahaliyania       | Ważny           | Godefroit, Hai, Yu & Lauters                           |         | |         |
| Similicaudipteryx | Ważny           | He T., Wang X. L. & Zhou Z.,                           |         | |         |
| Tastavinsaurus    | Ważny           | Canudo, Royo-Torres & Cuenca-Bescós                    |         | |         |
| Uberabatitan      | Ważny           | Salgado & Carvalho                                     |         | |         |
| Wulagasaurus      | Ważny           | Godefroit, Hai, Yu & Lauters                           |         | |         |

## Pterozaury
Rodzaje pterozaurów opisane w 2008
| Nazwa          | Status | Autorzy                      | Autorzy | Uwagi |  |
| -------------- | ------ | ---------------------------- | ------- | ----- |  |
| Nemicolopterus | Ważny  | Wang, Kellner, Zhou & Campos |         |       |  |

## Gady
Rodzaje gadów opisane w 2008
| Nazwa         | Status       | Autorzy                        | Uwagi                                 | Grafiki |
| ------------- | ------------ | ------------------------------ | ------------------------------------- | ------- |
| Guarinisuchus | Ważny        | Barbosa, Kellner & Sales Viana |                                       |         |
| Nichollsia    | Nazwa zajęta | Druckenmiller & Russell        | W 2009 przemianowana na Nichollssaura |         |
| Odontochelys  | Ważny        | Li, Wu, Rieppel, Wang & Zhao   |                                       |         |

## Płazy
Rodzaje płazów opisane w 2008
| Nazwa         | Status | Autorzy                                   | Grafiki |
| ------------- | ------ | ----------------------------------------- | ------- |
| Beelzebufo    | Ważny  | Evans, Jones, & Krause                    |         |
| Gerobatrachus | Ważny  | Anderson, Reisz, Scott, Fröbisch & Sumida |         |

## Ryby
Rodzaje ryb opisane w 2008
| Nazwa       | Status | Autorzy                         | Grafiki |
| ----------- | ------ | ------------------------------- | ------- |
| Materpiscis | Ważny  | Long, Trinajstic, Young, Senden |         |

## Ostrogony
Rodzaje ostrogonów opisane w 2008
| Nazwa      | Status | Autorzy               | Grafiki |
| ---------- | ------ | --------------------- | ------- |
| Lunataspis | Ważny  | Nowlan, Rudkin, Young |         |